# Instituto Atlântico
O Instituto Atlântico é uma organização brasileira especializada em Tecnologias da informação e comunicação, com sede em Fortaleza, Ceará. Fundada em 2001 pelo Centro de Pesquisa e Desenvolvimento em Telecomunicações (CPqD) e pela Padtec, trata-se de uma associação civil de direito privado e sem fins lucrativos, dedicada à promoção da inovação por meio da Pesquisa e desenvolvimento em TIC. Todo o Superávite gerado é reinvestido na própria organização, assegurando a continuidade de suas atividades.

### História
O Instituto Atlântico foi fundado em 2001 por um grupo de profissionais e pesquisadores da área de tecnologia da informação e comunicação. Desde então, a instituição se destacou no cenário nacional e internacional, realizando projetos de pesquisa, consultoria em tecnologia da informação e inovação tecnológica.

#### Atuação
O Instituto Atlântico tem como missão oferecer soluções científicas e tecnológicas que contribuam para o desenvolvimento social e econômico. A organização conta com cerca de 600 profissionais e já desenvolveu mais de 1.300 projetos, publicou mais de 80 artigos, depositou 46 patentes e possui 26 startups em seu portfólio. Suas áreas de atuação incluem:
- Indústria 4.0
- Saúde
- Setor Financeiro
- Equipamentos Eletrônicos
- Tecnologia da Informação[3]
- Energia[4]

Além disso, o Instituto tem um papel ativo na aceleração de startups e na promoção de Corporate Venture Capital (CVC) e Corporate Venture Building, com o objetivo de fomentar novos negócios. O Atlântico também busca expandir sua atuação para o mercado internacional, oferecendo serviços de terceirização de processos de conhecimento (KPO) para pequenas e médias empresas de base tecnológica, incluindo startups em estágios avançados.

##### Reconhecimento
O Instituto Atlântico é reconhecido por sua excelência técnica e compromisso com a qualidade, sendo citado como uma das principais referências em tecnologia no Brasil. Sua equipe multidisciplinar, composta por pesquisadores, engenheiros e desenvolvedores, atua em diversas áreas, como [Indústria 4.0]], energia, saúde, tecnologia da informação e finanças.
A organização também está comprometida com práticas empresariais sustentáveis e socialmente responsáveis, conforme demonstrado em seu Relatório de Sustentabilidade de 2022, que indicou um investimento médio de R$ 350 mil em iniciativas de ESG (ambiental, social e governança), especialmente na dimensão social.
Ao longo dos anos, o Instituto Atlântico recebeu vários prêmios e reconhecimentos, incluindo três premiações Finep de Inovação, um prêmio da União Internacional das Telecomunicações (UIT) com o Tomorrow Lab, seis certificações Great Place to Work (GPTW) e um Ceará Awards como empresa inovadora.